# Reima Pietilä
Pour les articles homonymes, voir Pietilä.
Frans Reima Ilmari Pietilä (né le 25 août 1923 à Turku – décédé le 26 août 1993 à Helsinki) est un architecte finlandais.

## Carrière
Il reçoit son diplôme d’architecte de l’Université technologique d'Helsinki en 1953.
De 1970 à 1979, Pietilä est professeur au département d’architecture de l’Université d'Oulu.
Reima Pietilä est l’un des maitres les plus significatifs de l’architecture moderne finlandaise et il est nommé Académicien en 1982.
Son œuvre est l’une des plus originales et des plus audacieuses. La plupart de ses ouvrages ont été conçus avec son épouse Raili Pietilä.
Les Pietilä sont souvent considérés comme les architectes finlandais les plus connus après Alvar Aalto.
En 1987, Reima Pietilä a reçu la médaille d’or de l’Union internationale des architectes pour récompenser l’œuvre de sa vie.
Par son style, les Pietilä dont considérés comme faisant partie des représentants les plus significatifs de l’Architecture organique. L’artiste Tuulikki Pietilä est la sœur de Reima Pietilä.

## Ouvrages principaux
- 1956–1958, Le pavillon finlandais de l’ Exposition universelle de 1958 de Bruxelles[3].
- 1959–1966, L’église de Kaleva à Tampere[4].
- 1961–1966, Le bâtiment Dipoli à Otaniemi, Espoo.
- 1962–1982, La zone résidentielle de Suvikumpu à Tapiola, Espoo[5].
- 1963–1985, L'ambassade de Finlande à New Delhi, Inde.
- 1973–1975, Le sauna de Hvitträsk à Kirkkonummi[6]
- 1973–1982, Bâtiments du quartier du Palais du Seif à Koweït[7].
- 1978–1986, Le centre commercial Hervannankeskus, le centre d'activités et le centre de loisirs d'Hervanta, Tampere[8].
- 1979–1982, L’église de Lieksa[9].
- 1979–1989, Le centre commercial Duo et le centre de loisirs d'Hervanta, Tampere.
- 1984–1993, Mäntyniemi, la résidence du Président de la République de Finlande à Helsinki.

## Galerie

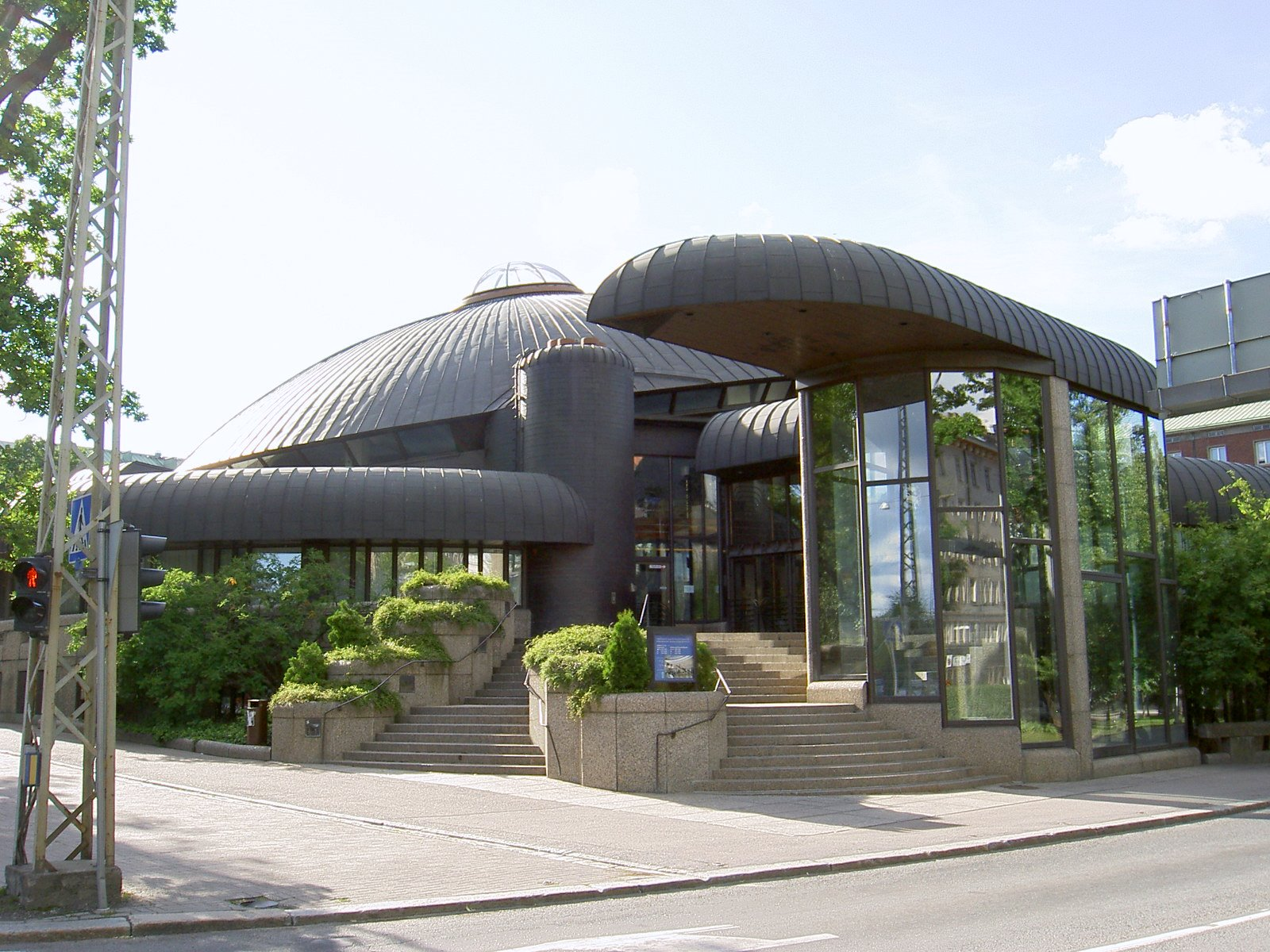
Le Metso.
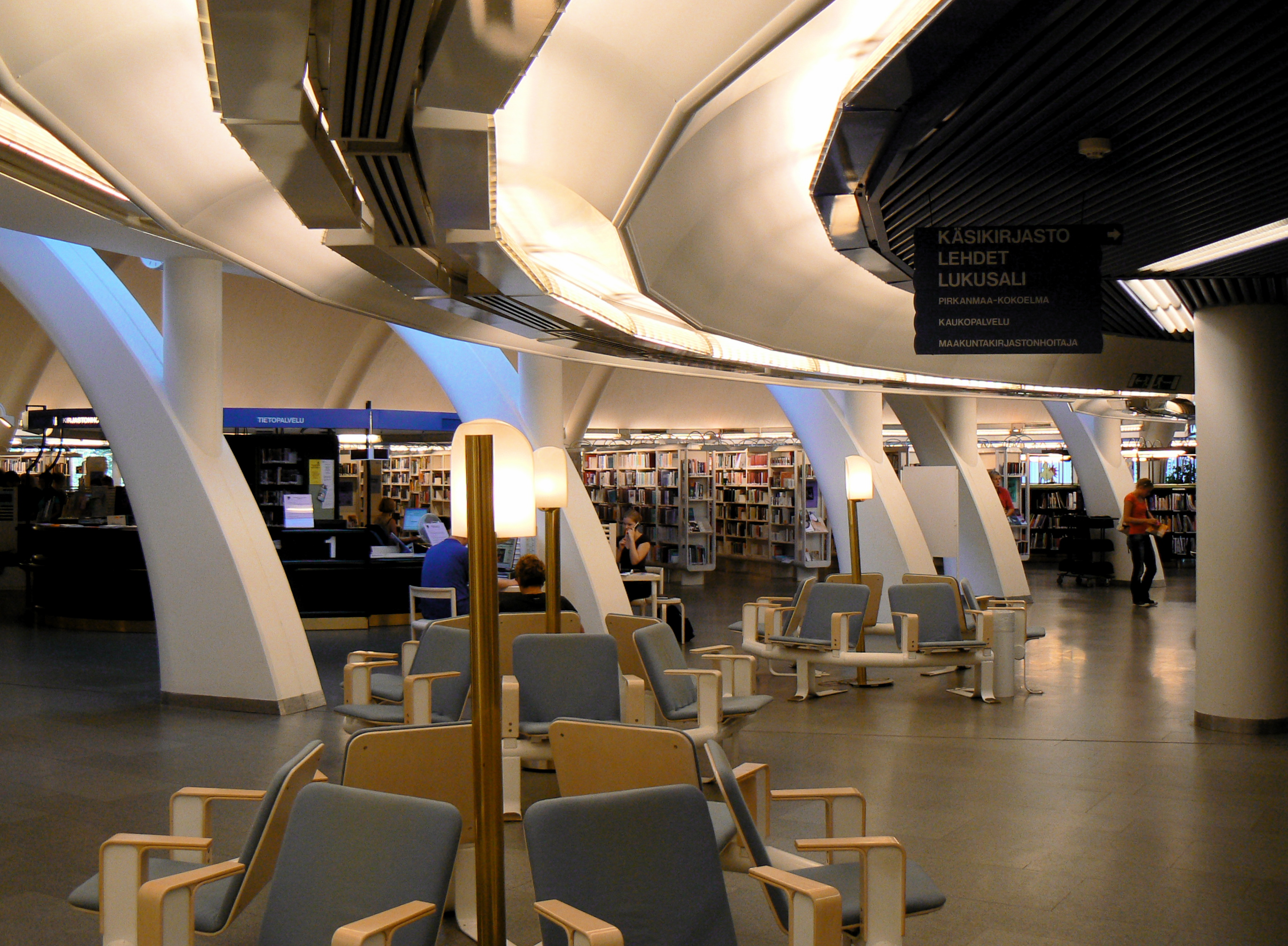
Le hall de Metso.
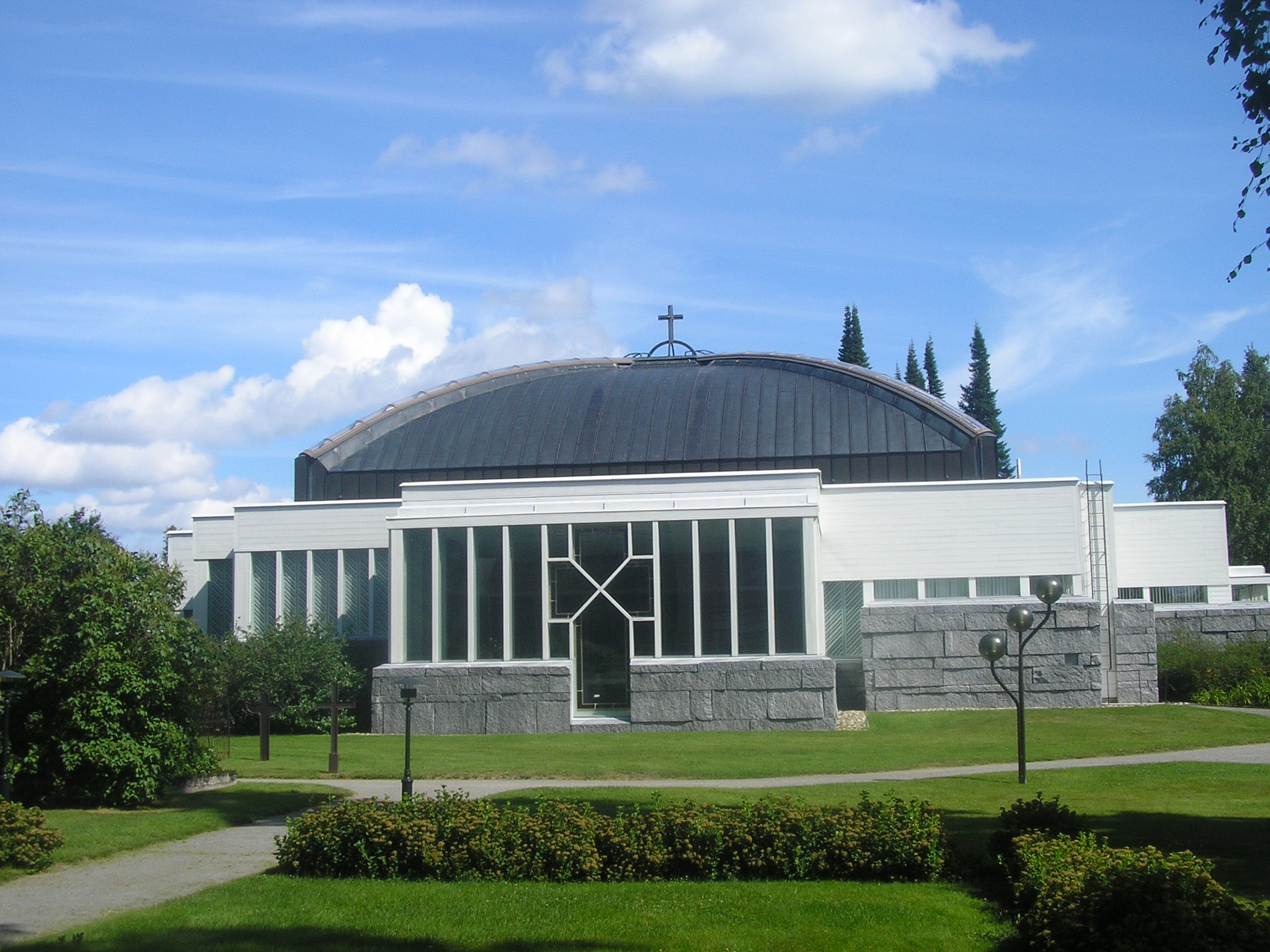
L'église de Lieksa.
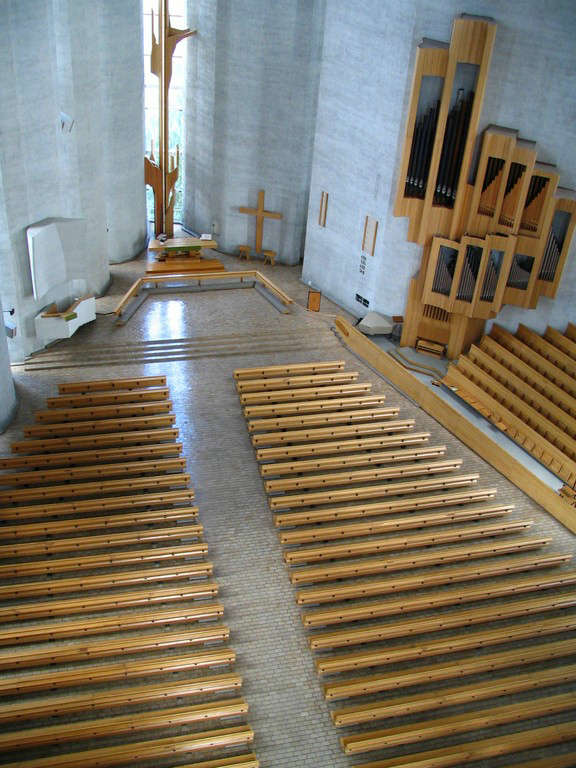
L'église de Kaleva.
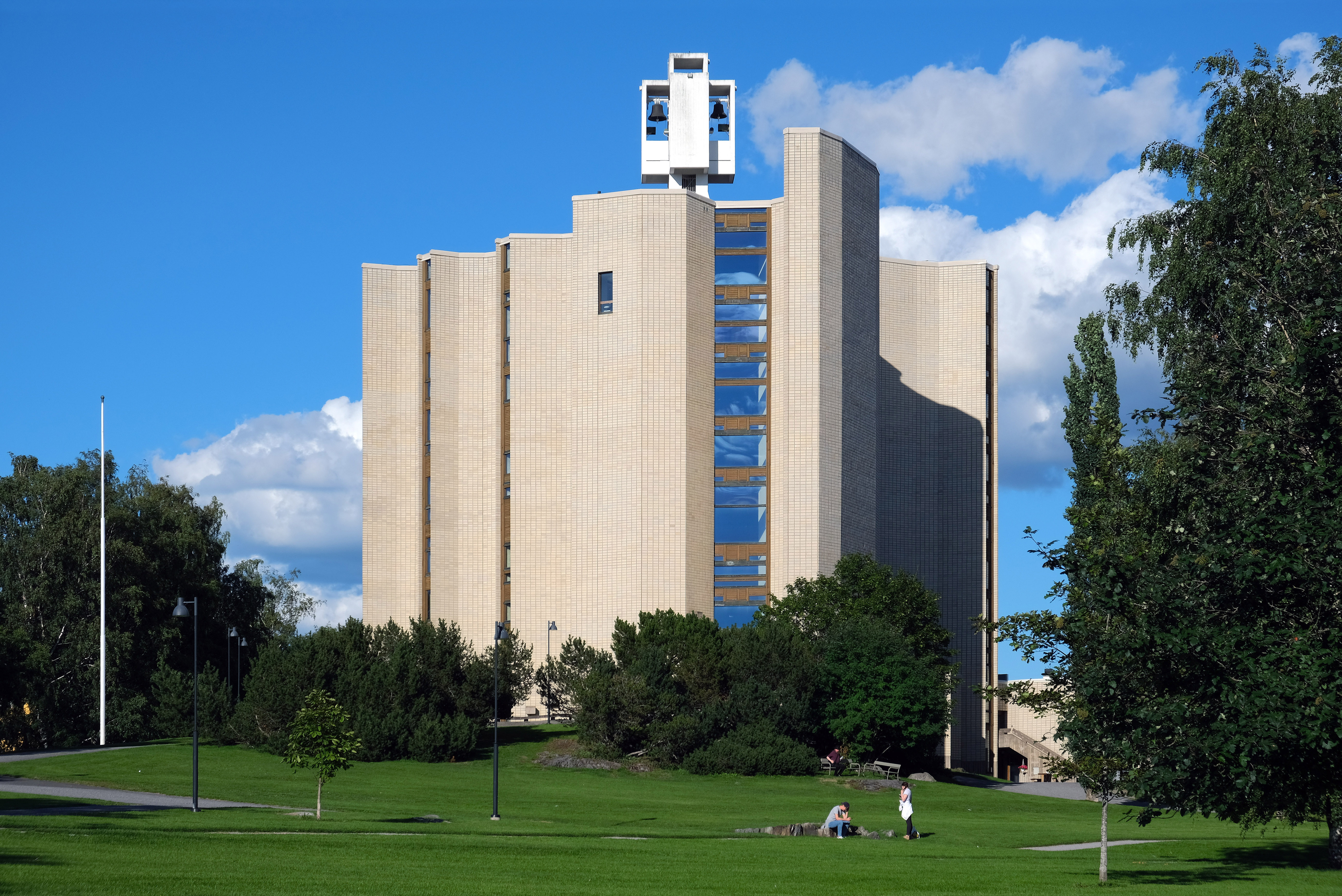
L'église de Kaleva.
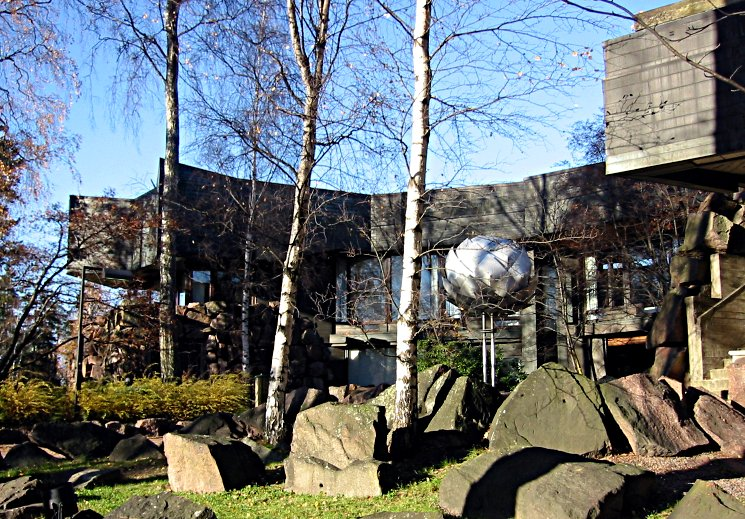
Dipoli.
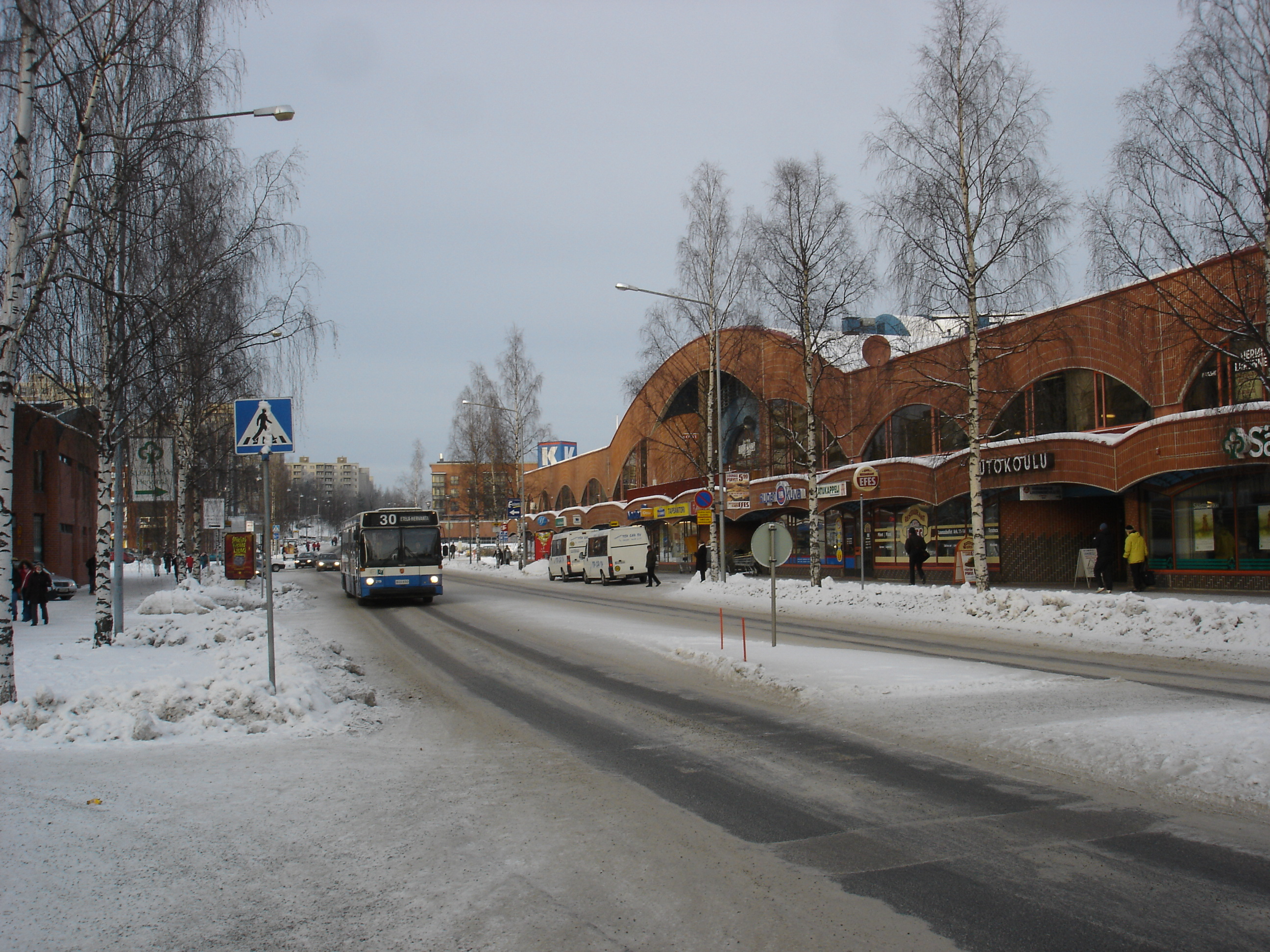
Centre commercial Duo.
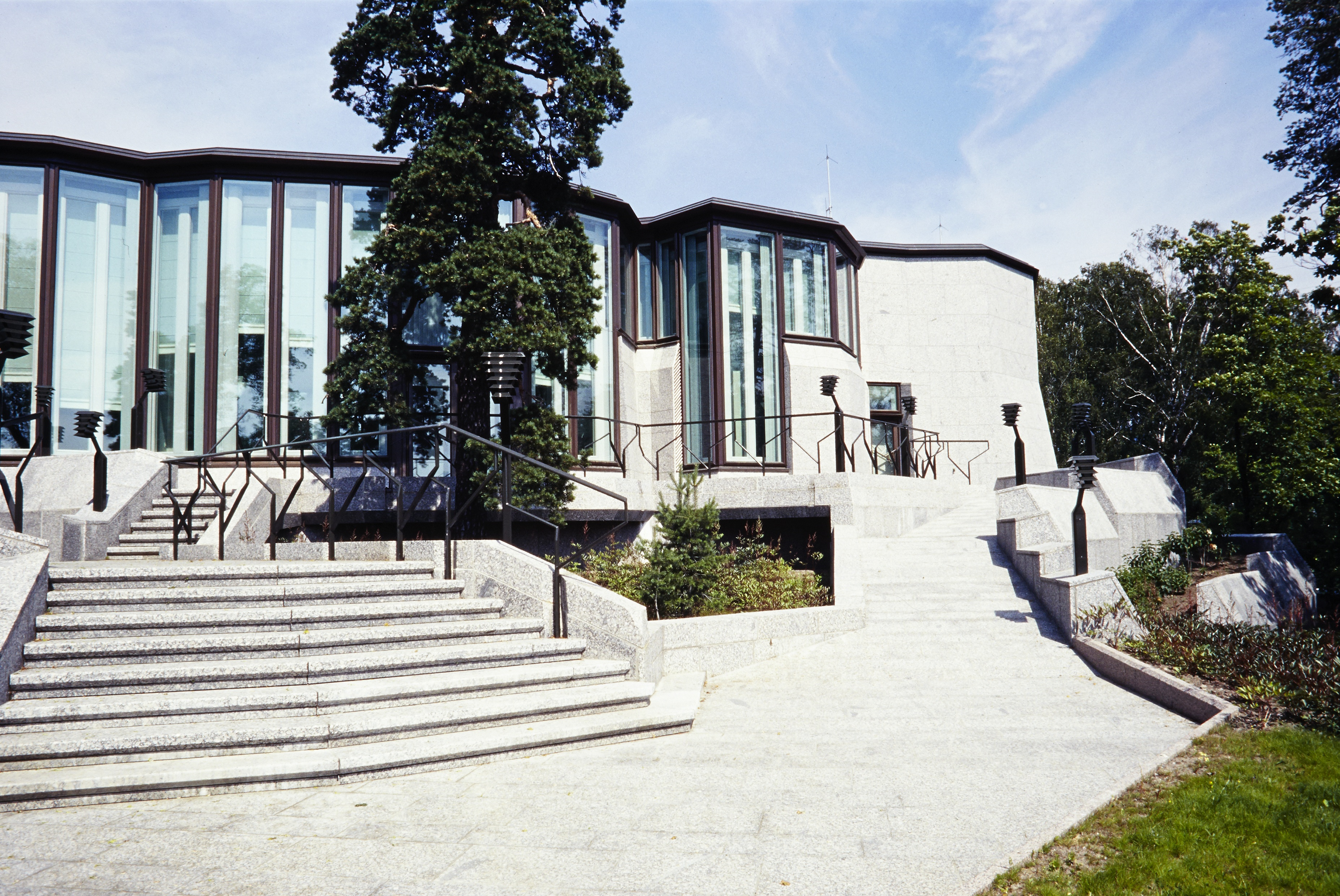
Mäntyniemi.